# Riego en México
México es un país con gran tradición en el diseño y construcción de obras hidroagrícola, la cual se remonta a la época prehispánica. Esta tradición en el diseño y la construcción de infraestructura hidroagrícola continuó enriqueciéndose durante la época colonial y la independencia. Sin embargo, no fue sino hasta después de la Revolución Mexicana que se inicia la construcción de las grandes obras de riego, con la formación de la Comisión Nacional de Irrigación en 1926. Al crearse la Secretaría de Recursos Hidráulicos en 1946 nacen los distritos de riego, dando así mayor fortaleza institucional al país para el mejor aprovechamiento del agua en las áreas de riego. En 1976, las Secretarías de Agricultura y Ganadería, y de Recursos Hidráulicos se fusionan en la Secretaría de Agricultura y Recursos Hidráulicos, en donde la Subsecretaría de Infraestructura Hidráulica continuó con la construcción de los distritos de riego. En 1989 se creó la Comisión Nacional del Agua como la autoridad ejecutiva única del agua.
México tiene una extensión de territorio total de 2 millones de km² y está clasificado como país árido y semiárido. El sector agrícola desempeña un papel importante en el desarrollo económico del país y representa 8,4 puntos del producto interior bruto (PIB) agrícola y emplea al 23% de la población activa. La agricultura de regadío aporta cerca del 50% del valor total de la producción agrícola y representa cerca del 70% de las exportaciones agrícolas. El gobierno de México ha puesto en marcha una serie de reformas estructurales en el sector del agua dirigidas a introducir administración y sistemas de riego modernos.
La superficie con infraestructura de riego del país es de 7,300,000 ha distribuidas entre 86 distritos y 50,753 unidades de riego. Una gran parte de esta infraestructura se concibió, construyó y entró en operación en la primera mitad del siglo XX y, durante la segunda mitad, se construyó la actual totalidad de la superficie bajo riego. De la superficie de riego, 1,300,000 ha están tecnificadas con sistemas de riego de multicompuertas, aspersión, goteo y cintilla; en las 5,200,000 ha restantes el agua se aplica mediante riego superficial. Durante las últimas dos décadas se han emprendido cambios fundamentales en la gestión de los distritos sistemas de riego del país, ya que la conservación, operación y administración de la infraestructura se ha concesionado a 479 asociaciones civiles de usuarios y a 13 sociedades de responsabilidad limitada, quienes tienen la responsabilidad de proporcionar el servicio de riego a sus agremia¬dos. Al mismo tiempo, las instituciones relacionadas con el sector han adecuado sus funciones y responsabilidades para apoyar y fortalecer la capacidad de gestión de estas organizaciones. Así, la Comisión Nacional del Agua y la Secretaría de Agricultura, Ganadería, Desarrollo Rural, Pesca y Alimentación establecieron los programas de Modernización y Rehabilitación de Distritos de Riego, de Desarrollo Parcelario, de Uso Eficiente del Agua y la Energía Eléctrica, de Uso Pleno de la Infraestructura Hidroagrícola y de Tecnificación del Riego.
Mediante la operación de estos programas, la organización de productores y las adecuaciones institucionales, se ha promovido la modernización de las áreas de riego del país. En el campo de la irrigación, la modernización es un proceso continuo de capacitación de personal, de evaluación del desempeño de los sistemas productivos y de inno¬vación, adecuación y actualización de la tecnología de riego. La gran heterogeneidad de los sistemas de riego del país requiere de una amplia gama de tecnologías apropiadas, la cual va desde los tradicionales revestimientos de canales y nivelación de los suelos, hasta la presurización y el entubado de las redes y el uso de acolchados y cintillas en las parcelas. Las diferentes alternativas tecnológicas dependen de la capacitación y preferencia de los productores, rentabilidad de los sistemas productivos, dis-ponibilidad de agua, y de las políticas sectoriales para impulsar el uso eficiente del agua, el aumento de la productividad en las áreas de riego y la protección al ambiente.
Cabe mencionar que desde el nacimiento de la Comisión Nacional de Irrigación hasta la creación de la Comisión Nacional del Agua, el énfasis en la construcción de las áreas de riego se puso en la red de distribución mayor; poco se hizo en las redes interparcelarias y muy poco en el desarrollo parcelario. Esto se debió a que en esa época se dio importancia a la incorporación de nuevas tierras a la agricultura de riego, para lo cual el Gobierno Federal construyó la red de distribución mayor y dejó la construcción de la red interparcelaria y el desarrollo parcelario a los propios usuarios.
En 1971, la Secretaría de Recursos Hidráulicos decidió aumentar el número de Residencias de Proyectos de Grande Irrigación. Esto trajo como consecuencia el ingre¬so de ingenieros y técnicos jóvenes para diseñar y construir las nuevas obras de riego, y propició que el entonces llamado Departamento de Canales de la Dirección de Proyectos de Grande Irrigación publicara la obra Proyecto de zonas de riego, en donde se recogen las experiencias acumuladas por innumerables técnicos mexicanos que han contribuido al desarrollo del riego en México. En esta obra se presenta con mucho detalle la red de distribución mayor y se enfatiza poco en la red interparcelaria y en el riego parcelario.
La Comisión Nacional del Agua (Conagua) inició en 1989 un ambicioso programa de modernización y transferencia de los distritos de riego a los usuarios. En 2007 se ha transferido prácticamente la totalidad de los distritos de riego a 576 asociaciones de usuarios. Las asociaciones de usuarios legalmente constituidas se encargan de la recaudación de las cuotas de riego, y de la operación y mantenimiento de los distritos de riego transferidos, los cuales tienen 100% de autosuficiencia financiera. Este progra¬ma tiene entre sus objetivos la rehabilitación y modernización de la red de distribución mayor.
La misma Comisión Nacional del Agua inició en 1992 negociaciones con el Banco Internacional de Reconstrucción y Fomento (BIRF) para implantar y financiar en forma conjunta el Programa de Desarrollo Parcelario (Prodep). El énfasis de este programa está puesto en la tecnificación del riego parcelario y en la modernización de las redes interparcelarias y de las redes menores, por lo que viene a constituir un complemen¬to del programa de transferencia y modernización de los distritos de riego.

## Desarrollo del riego

### Infraestructura de riego
De los 6,2 millones de hectáreas (ha) que tienen instalaciones de riego en México, unos 4,2 millones ha (67%) se riegan con agua superficial y el resto, unos 2 millones ha (33%), se riegan mediante bombeo de agua subterránea. Aproximadamente 3,3 millones ha corresponden a 80 sistemas mayores, principalmente distritos de riego (DR). Los restantes 2,9 millones ha se distribuyen entre más de 30 mil pequeñas unidades de riego (UR) y comunales según isaac parra. 
El promedio de tamaño de parcela es relativamente pequeño; por regla general, menos de 1 ha especialmente en las unidades de riego. Al mismo tiempo, muchos terratenientes poseen granjas de más de 50 ha y granjas familiares, que combinan posesiones individuales de tierra y pueden superar las 500 ha. 
Infraestructura de riego y superficie de regadío
| Origen del agua                     | DR (%) | Superficie (%) | UR (%)    | Superficie (%) | Sistema (%)     | Superficie (%) |
| ----------------------------------- | ------ | -------------- | --------- | -------------- | --------------- | -------------- |
| Presas                              | 56     | 46             | 4         | 14             | 4               | 41             |
| Derivación                          | 17     | 11             | 7         | 20             | 8               | 16             |
| Aspersión                           | 1      | 1              | 4         | 6              | 2               | 3              |
| Bombeo                              | 1      | 2              | 8         | 10             | 10              | 6              |
| Pozos                               | 10     | 10             | 74        | 47             | 73              | 27             |
| Agua superficial + Agua subterránea | 15     | 12             | 3         | 4              | 3               | 7              |
| TOTAL                               | 84 DR  | 3.300.000 ha   | 39.490 UR | 2.956.032 ha   | 39.574 sistemas | 6.256.032 ha   |

Fuente: FAO
Los proyectos de riego más importantes de México son: Proyecto San Lorenzo-Río Culiacán-Río Humaya, Proyecto Río Yaqui, Proyecto Río Fuerte, Proyecto Río Colorado, Proyecto curso bajo del Río Bravo, Proyecto del curso alto del Río Lerma, Proyecto Región Lagunera, Proyecto Guasave, Proyecto Río Mayo, Proyecto Lázaro Cárdenas y Proyecto Delicias. Las áreas de regadío de estos proyectos van de unas 250.000 hectáreas hasta alrededor de 80.000 hectáreas cada una.

### Conexiones con los recursos hídricos

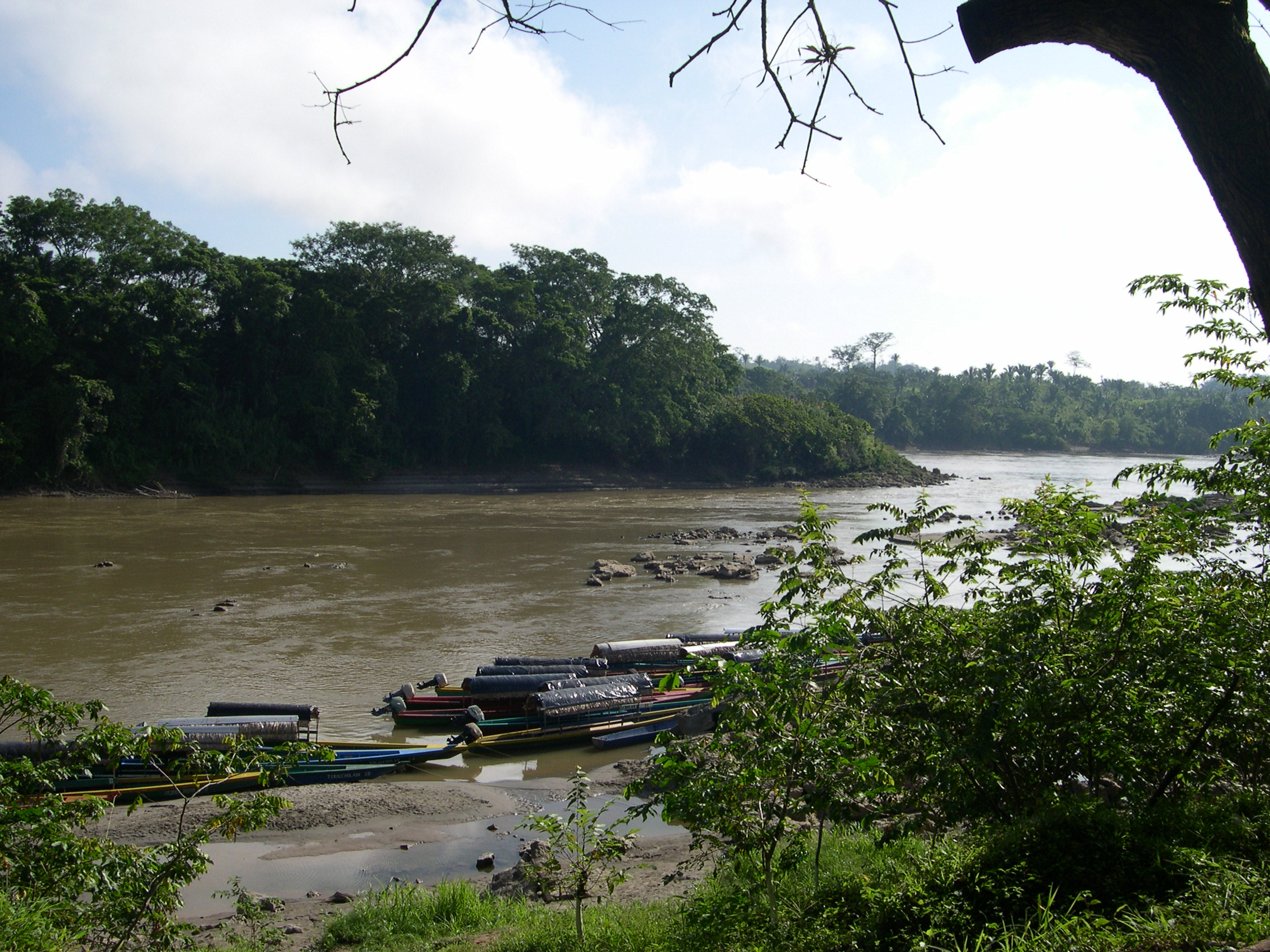
Río Usumacinta a su paso por Chiapas. La orilla opuesta es Guatemala.

El promedio anual de precipitaciones de 777 mm da como resultado una escorrentía de 410 km², apenas superior a los 62 km³ de aguas subterráneas renovables (incluido un valor estimado de 15 km² de reposición inducida en las áreas de riego), y el resto, unos 1.060 km², se evapora. La temporada lluviosa en la mayor parte del país se extiende desde junio hasta mediados de octubre y el resto del año es considerablemente más seco. Por lo general, febrero y julio son, respectivamente, los meses más seco y más lluvioso. Menos de un tercio de la escorrentía por precipitación se da dentro del 75% del territorio nacional, donde se encuentra la mayor parte de la tierra de regadío.
En 1995, se utilizaron 61,2 km³ para el riego, de los cuales el 67% se abasteció con agua superficial y el 33% con agua subterránea. Debido a ineficiencias relativas a canales de agua y evapotranspiración, solamente se usaron 40 km³.
En México, existen tres cuencas principales: la cuenca occidental o del Pacífico, la cuenca oriental o del Atlántico (Golfo de México y Mar Caribe) y la cuenca interior, donde los ríos no desembocan en el mar. Dos tercios de los 146 ríos del país desembocan en el Océano Pacífico. 
En la cuenca occidental o del Pacífico hay aproximadamente 100 ríos, de los cuales los más importantes en cuanto a caudal son los ríos Balsas, Colorado, Culiacán, Fuerte, Lerma-Santiago, Verde, y Yaqui.
La cuenca oriental está formada por 46 ríos principales, de los cuales los más importantes son los ríos Bravo, Coatzacoalcos, Grijalva, Panuco, Papaloapan y Usumacinta.
La cuenca interior está formada por grandes cuencas cerradas. El mayor sistema fluvial es el Nazas-Aguanaval.

### Impactos de la irrigación en el medio ambiente

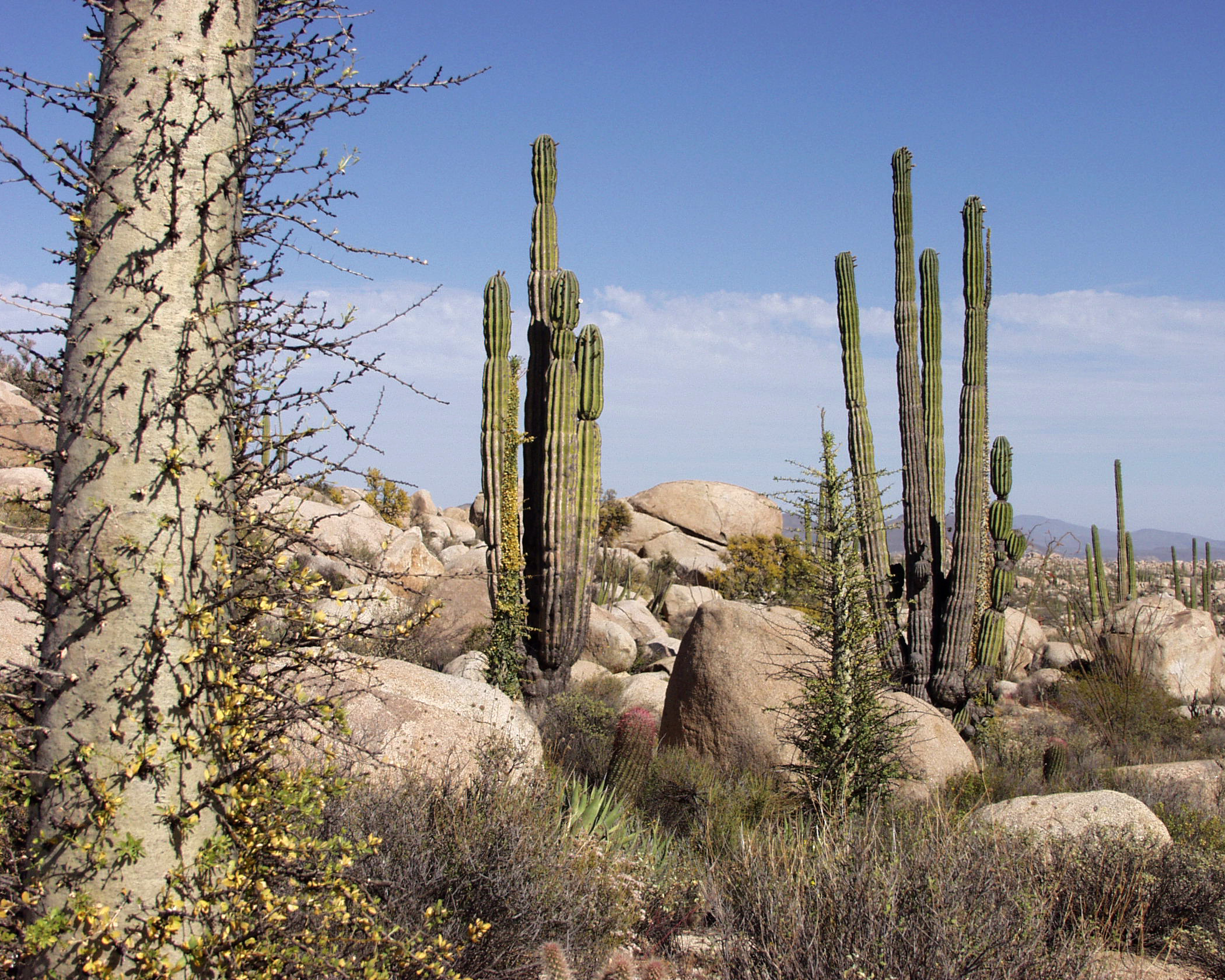
Desierto de Baja California, región de Cataviña, México.

Más de 22 km³ de aguas residuales se descargan en los cuerpos acuosos de México. El uso en agricultura representa el 50% de este volumen, principalmente en la forma de descargas de fuentes no identificadas con elevados niveles de residuos de pesticidas, fertilizantes y otras sustancias químicas. 
Vastas extensiones de la selva tropical del sur y del sureste se han deforestado para la cría de ganado y la agricultura. La deforestación ha contribuido a una grave erosión del suelo en todo el país. Según una clasificación del Gobierno de 1985, casi el 17% de todo el suelo estaba totalmente erosionado, el 31% se encontraba en un estado acelerado de erosión y el 38% mostraba signos de erosión incipiente. 
La destrucción del suelo es particularmente pronunciada en el norte y el noroeste, donde se considera que más del 60% del suelo está totalmente erosionado o en un estado acelerado de erosión. El suelo árido y semiárido de esta región se ha dañado cada vez más mediante el riego excesivo con aguas de elevado contenido salino. Como resultado, la región se está desertificando. 
Le riego ineficiente ha generado problemas de drenaje subterráneo y salinización en 384.163 ha de una superficie total de regadío de 5.203.346 ha.

## Historia del sector riego

### Tendencias pasadas y actuales en superficies agrícolas de regadío bajo irrigación
El desarrollo del riego en México se ha visto tradicionalmente afectado por la revolución mexicana y por la reforma agraria. Al principio de la Revolución (1910), había alrededor de 1,2 millones ha de tierra de regadío . Gran parte de este territorio ha sido desarrollado por compañías agrarias, principalmente estadounidenses, para cultivos tales como caña de azúcar y algodón. Con la creación de la Comisión Nacional de Irrigación, en 1926, la superficie de regadío se expandió rápidamente y, según el censo agrícola, en 1960 había un total de 4,3 millones ha regadas . Hacia fines de los años 80, México tenía unos 6 millones ha de regadío.
El desarrollo del riego disminuyó en los años 80 y 90 debido a la crisis económica. El sector riego se concentró pues en optimizar el uso de la infraestructura existente. En 1997, la superficie de regadío total era de 6,2 millones ha, de los cuales 5,4 millones ha se regaban realmente. Los estados norteños de Sinaloa y Sonora representan, respectivamente, el 15% y el 11% de la superficie total de regadío.

### Desarrollo institucional
Los requisitos de producción de alimentos y la necesidad de colonizar vastas áreas despobladas en la región norte que limita con Estados Unidos, impulsaron la creación de la Comisión Nacional de Riego y la promulgación de la Ley de Riego de 1926. Entonces, el uso del agua era reducido, aun a nivel regional y local, por lo que la planificación se hizo proyecto por proyecto. La reforma agraria, un peldaño en el camino de los gobiernos posrevolucionarios, estaba íntimamente relacionada con proyectos de riego. 
En 1946, la Secretaría de Recursos Hidráulicos reemplazó a la Comisión Nacional de Riego y, por primera vez, la responsabilidad del desarrollo hidráulico se concentró en el ámbito de una única secretaría. El uso del agua aumentó considerablemente como resultado de las políticas de desarrollo económico, en particular, para el sector industrial. 
Durante los años 40 y 50, se crearon las comisiones de cuencas fluviales, para lanzar programas de desarrollo sostenidos por proyectos relativos al agua. En 1975, el primer Plan Hidráulico Nacional aportó un marco para mejorar el manejo de los recursos hídricos en sintonía con los objetivos nacionales y regionales. En 1976, se creó la Comisión del Plan Hidráulico Nacional a fin de implementar el plan de manera sistemática. También en 1976, las secretarías de Recursos Hídráulicos y de Agricultura se fusionaron en la Secretaría de Agricultura y Recursos Hidráulicos, principalmente para unificar las acciones gubernamentales dirigidas a resolver los crecientes problemas de los sectores agrícolas. Sin embargo, este cambio institucional provocó la desintegración de la planificación y el manejo del agua.
La crisis económica de los años 80 llevó a cambios drásticos en la política de riego de México. El Plan Nacional de Desarrollo (1989-1994) requería aumentar la eficiencia del riego y el uso de la infraestructura existente. Bajo el Programa Nacional de Descentralización de los Distritos de Riego, derivado del Plan Nacional de Desarrollo, el gobierno mexicano inició la transferencia del manejo de los distritos de riego a las organizaciones de usuarios de agua (OUA). El programa nacional, implementado por CONAGUA, planeó, inicialmente, la transferencia del funcionamiento y el mantenimiento de 21 distritos de riego, que abarcan 1,98 millones ha. En la actualidad, las metas reales superan el 1,98 millones ha de superficie durante el período 1990-1994.

## Marco legal e institucional

### Marco legal
En 1992, el gobierno mexicano promulgó la nueva Ley de Aguas Nacionales, y dictó la reglamentación correspondiente en 1994. Estos instrumentos legales, junto con la Constitución mexicana, son la principal base jurídica para el manejo del agua y el riego del país, a la vez que otorgan a la nación la propiedad original sobre prácticamente todas las aguas.
La Ley Nacional del Agua declara explícitamente que el desarrollo sostenible es su objetivo principal. Además, esta última ley es coherente con los esfuerzos iniciales de México relativos a la descentralización, a la participación de los usuarios de agua, al uso eficiente del agua, a la expansión de la participación del sector privado y a las políticas fiscales relativas a la recaudación de impuestos del agua tanto para el uso del agua como para el control de la contaminación de esta.

### Marco institucional
La Comisión Nacional del Agua (CONAGUA) se creó en 1989, como la Autoridad Nacional del Agua, un organismo autónomo integrado en la Secretaría de Agricultura y Recursos Hidráulicos. CONAGUA es la encargada de coordinar inversiones en el sector del agua, fijar prioridades y restricciones que reflejen la situación real de cada cuenca. 
El Instituto Mexicano de Tecnología del Agua (IMTA) se creó en 1986 para fomentar el esfuerzo tecnológico necesario para la implementación de políticas, en especial las relativas al uso eficiente del agua y a la conservación de la calidad del agua en todos los sectores de uso del agua.
Los funcionarios de ambas agencias gubernamentales tienen relaciones y contacto cercanos con las personas que administran los distritos de riego.
Con respecto a los cultivos, la responsabilidad del manejo de los recursos hídricos se ha asignado a tres grupos principales de instituciones: los distritos de riego, las unidades de riego y los pequeños proyectos de regadío . 
Los distritos de riego, que abarcan 3,4 millones ha (o el 53% de la superficie irrigada), son proyectos de riego a gran escala abastecidos, principalmente, con agua superficial y algunos con agua subterránea. La responsabilidad de su funcionamiento y mantenimiento se transfirió a las asociaciones civiles de usuarios (ACU) en los años 90, a excepción del 5% de la superficie todavía operada por CONAGUA, así como parte de la infraestructura fluvial, como presas y grande canales. 
Las unidades de riego, que abarcan alrededor de 2 millones ha (o el 32% de la superficie de regadío ), son proyectos públicos de riego más pequeños, abastecidos tanto con agua superficial como subterránea y mantenidos, desde el principio, por productores agrícolas. 
Los proyectos de riego privados de pequeño tamaño, que abarcan cerca de 0,9 millones ha (15% de la superficie de regadío ), se abastecen principalmente con agua subterránea. Los productores agrícolas se encargan de su funcionamiento y administración.
La Asociación Nacional de Usuarios de Riego, constituida en 1994, representa los intereses de las ACU en las negociaciones con el Gobierno.

### Agricultores/organizaciones y manejo del agua en las fincas
Las asociaciones civiles de usuarios (ACU) están formadas por productores agrícolas interesados en organizar sistemas de regadío comunes. La Ley de Aguas Nacionales de 1992 y su reglamentación de 2004, Reglamento de la Ley de Aguas Nacionales, reconocen a las ACU como asociaciones civiles sin fines de lucro responsables de la administración de la infraestructura de regadío así como de los distritos y unidades de riego. A pesar del creciente papel de los productores agrícolas, CONAGUA sigue siendo el actor dominante del sector en cuanto a políticas, subsidios, programas y normas.
Las ACU están formadas por usuarios de agua y sus funciones son el abastecimiento de agua para riego , así como la operación y el mantenimiento de los canales, y la resolución de disputas. Las ACU también pueden construir su propia infraestructura o participar en proyectos de construcción financiados por el Gobierno. 
Las ACU deben llevar un registro actualizado de sus miembros y sus respectivos derechos sobre el agua.
Las ACU pueden obtener derechos sobre el agua. Para obtener derechos sobre el agua, las ACU deben adoptar un estatuto interno que indique, entre otros: condiciones para la distribución y manejo del agua, organización interna de la ACU, derechos y obligaciones de los miembros, provisiones sobre la administración financiera (ingresos y egresos), provisiones para la transferencia de derechos sobre el agua entre los miembros y provisiones sobre la disolución de la ACU.
La fuente de ingresos de las ACU son los ingresos de la cobranza de los cargos por servicio y cuotas de membresía. 
Buscas los estados con agricultura de riego, buscas en un muy mal sitio tranquilo no agradezcas, adiós.

## Estrategia del gobierno para el sector de regadío
La transferencia de los mayores sistemas de riego o distritos de riego (53% de la superficie total de regadío ) del gobierno federal a las asociaciones civiles de usuarios (ACU) es un elemento clave de la nueva política de aguas (Ley de Aguas Nacionales, 1992). 
Junto con el programa de transferencia, el Gobierno, con el apoyo del Banco Mundial y del Banco Interamericano de Desarrollo ha invertido en rehabilitar y mejorar el riego y los sistemas de drenaje, y en los equipos de operación y mantenimiento transferidos a las ACU junto con los sistemas. Como resultado de ello, ha habido ciertas mejoras en la operación y el mantenimiento, sostenibilidad financiera de las ACU y menos conflictos entre los usuarios.

## Tarifa del agua y recuperación de costos
La tarifa del agua para riego varía entre 40 US$ por ha/año para regadíos abastecidos con agua superficial y 150-200 US$ por ha/año para regadíos abastecidos con agua subterránea. Las tarifas del agua debían cubrir tanto los costos de operación como los de administración y mantenimiento en el nivel de módulo, así como la participación en los costos de los módulos en los niveles de canal principal y fuente de agua. 
La ACU correspondiente determina los cargos por el agua para cada perímetro. La tarifa se calcula todos los años dividiendo el presupuesto estimado de operación y mantenimiento entre la cantidad de agua autorizada para cada módulo. Sin embargo, esto implicaría que los servicios de agua se cobren por volumen. De hecho, las tarifas se calculan según el total de hectáreas, las hectáreas regadas, el tipo de cultivo y la superficie cultivada, y solo en pocos casos, según el volumen.
En la mayoría de los distritos de riego, se requiere que los usuarios paguen el servicio por adelantado. De esta manera, la mayoría de las ACU reciben la mayor parte de sus ingresos al comienzo del ciclo de riego . Aun durante la sequía y la crisis financiera, más del 90% de los usuarios pagaron los cargos por el agua.
La recuperación de costos de los DR representa el 72% de los costos de operación y mantenimiento, lo cual se considera bajo. Entre 1998 y 2002, los agricultores cubrieron más del 90% de los costos de administración, operación y mantenimiento de 14 de 82 DR. La recuperación de costos en los 68 DR restantes fue menor.

## Inversión y financiación
El gasto general en el sector del agua se aproximó a los 3.900 millones US$ en 2004, equivalente al 0,5% de PIB. De este monto, el sector público gastó más de 3.500 millones US$, casi el 2,5% del presupuesto de México, mientras que el sector privado se ocupó del resto. Un porcentaje significativo de los recursos gastados en el sector, incluidos tanto los gastos de inversión como los recurrentes, proviene directa o indirectamente de los usuarios de agua. La CONAGUA es responsable del 30% de los gastos totales del sector del agua. 
Desde 2000 a 2005, la CONAGUA invirtió 1,28 millones US$ en el sector de riego , es decir, cerca del 40% de las inversiones totales de la CONAGUA. El 70% de dichas inversiones se asignó a los DR y el 30% se asignó a las UR. La mayoría de los programas de inversión de la CONAGUA están cofinanciados por el Estado y los agricultores. Por ejemplo, en 2005, el Programa Sectorial de Riego y Drenaje fue financiado por CONAGUA (50%), los Estados (15%) y los agricultores (35%), y el Programa de Desarrollo Parcelario fue financiado por CONAGUA (56%), los Estados (5%) y los agricultores (39%).

## Posibles impactos del cambio climático en la agricultura irrigada

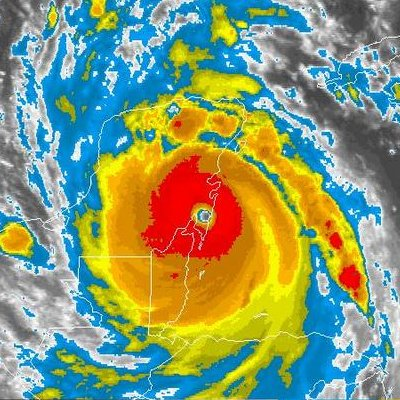
Huracán Dean al tocar tierra en México con categoría 5.

México es propenso a sufrir diversos fenómenos climáticos, incluidos huracanes, tanto en la costa del Pacífico como del Caribe. Los huracanes contribuyen a recargar las reservas superficiales y subterráneas, lo que aumenta las reservas de agua para las ciudades, el riego y la generación de electricidad. Los huracanes también suponen una amenaza para la distribución de servicios, las infraestructuras y, en última instancia, para los ecosistemas y la vida humana. La situación se ve agravada por la deforestación aguas arriba así como por los asentamientos humanos ubicados en las áreas propensas a las inundaciones.
Con más del 85% del territorio mexicano definido como tierra árida o semiárida, y un promedio de precipitaciones interanual muy variable, México también es propenso a sufrir sequías, especialmente en el área del norte.
Las sequías más severas de México ocurridas en décadas recientes coinciden con las variaciones en la temperatura superficial del Pacífico asociadas con El Niño. Los impactos económico, social y ambiental de las sequías en México son notables. En 1996, cuatro años de precipitaciones más escasas de lo normal produjeron pérdidas en la agricultura estimadas en 1000 millones US$ y un conflicto político interestatal entre Sonora y Sinaloa.
El cambio climático producirá una disminución del caudal de agua y un aumento de la demanda de agua debido a las crecientes temperaturas, la disminución de las precipitaciones y condiciones climáticas más extremas, tales como sequías e inundaciones debido a Oscilación del Sur de El Niño y La Niña. 
El Grupo Intergubernamental de Expertos sobre el Cambio Climático (IPCC) estima que las temperaturas aumentarán entre 1 y 6 grados Celsius. El Instituto Mexicano de Tecnología del Agua espera, para 2050, una disminución del 7-12% en el nivel de precipitaciones en las cuencas del sur, del 3% en la cuenca del Golfo de México y del 11% en la cuenca central. Se estima que las precipitaciones continuarán disminuyendo en el transcurso de los próximos 50 años. Un flujo hidrográfico disminuido también contribuirá a una mayor evapotranspiración. También se espera un aumento en la cantidad de huracanes de categoría 5.
Durante algunos años de El Niño/La Niña, las precipitaciones invernales pueden ser tan grandes que el flujo de los cursos de agua y los niveles del agua pueden superar los observados durante el verano. Por el contrario, las sequías de verano durante estos sucesos pueden provocar un déficit grave en los niveles de los reservorios y en la producción de maíz que se alimenta de las lluvias. Los costos estimados de las anomalías climáticas asociadas con El Niño en México durante 1997, cuando 2 millones ha (5 millones de acres) se vieron gravemente afectadas por una dura sequía, fueron de 900 millones US$, en particular en las actividades agrícolas.
En México la insuficiencia del agua de lluvia para fines agrícolas ha sido un fenómeno crónico a lo largo de su historia de los últimos doscientos años, en particular durante el periodo que transcurre de 1821 a 1910, en que se han reportado 39 sequías, las cuales se han clasificado en severas, moderadas  e incipientes.  En cuanto a la frecuencia de las sequías, estas se han incrementado desde 1988 hasta el presente, mientras que los rendimientos de la agricultura intensiva y extensiva en 4.2 millones de hectáreas de tierras de riego y  de temporal ubicadas en el centro y norte de México se han visto reducidos, y en consecuencia, se han incrementado los costos económicos. De acuerdo a Bautista Capetillo: "además, durante un periodo de 13 años (1993-2005) la cuenca del río Bravo (una cuenca compartida entre los Estados Unidos de América y México) sufrió la más prolongada sequía registrada, con fuertes consecuencias sociales y económicas para la región. Finalmente, la segunda sequía más devastadora en 60 años fue observada en 2009, y en 2011 40% del territorio mexicano experimentó la peor sequía en 70 años, perdiendo 2.7 millones de hectáreas de tierras cultivadas". El decremento constante en la precipitación del agua de lluvia como producto del cambio climático se ha convertido ya en un fenómeno irreversible, por tanto será un problema creciente al irse elevando constantemente la temperatura del planeta, lo que tiene consecuencias importantes en la cantidad y calidad del agua disponible para las distintas regiones de México, y en particular, de manera aguda para la región norte de México.

## Cooperación externa
En 1993, el Banco Mundial aprobó un préstamo de 303 millones US$ para apoyar un proyecto de modernización de irrigación integrada. Este proyecto, cuya fecha de finalización es 2009, tiene como objetivo asistir al gobierno de México en su esfuerzo por adoptar un nuevo modelo para mejorar la competitividad de la agricultura irrigada y la eficiencia del uso de agua de irrigación tanto en DR como UR. Dicho modelo incluiría el desarrollo de sociedades entre los sectores público y privado, así como la colaboración institucional efectiva dentro del sector público, además del fortalecimiento de un enfoque impulsado por la demanda hacia las decisiones de inversión y la financiación.
En junio de 2007, el Banco Interamericano de Desarrollo (BID) aprobó 150.000 US$ para un estudio de los efectos que sobre la distribución tienen las reformas del agua. Este proyecto se está implementando en la actualidad. En septiembre de 2007, aprobó un proyecto de 200.000 US$ para apoyar un programa de socorro por los daños provocados por el huracán Dean.

## Lecciones aprendidas del modelo mexicano
El sector riego mexicano ha experimentado profundas transformaciones, tendentes a la descentralización y a enfoques orientados al mercado en el manejo del agua para riego .
Después del cambio, se observa un mejor mantenimiento a ritmo constante en la mayoría de los distritos de riego. Actualmente, la mayoría de los sistemas de riego son operados y mantenidos por las ACU o por los mismos agricultores. Solamente las obras principales y algunos canales mayores de los grandes sistemas permanecen en manos de la CONAGUA. A medida que se consoliden los progresos del proceso de transferencia del manejo del agua para riego , se prescindirá del papel de la comisión. 
Junto con la descentralización, la CONAGUA está promoviendo procesos participativos en el manejo del agua mediante la creación de consejos de las cuencas fluviales y oficinas regionales que se ajustan a los límites hidrológicos.
La nueva ley del agua estableció los derechos de propiedad sobre el agua y otorgó derechos, roles, funciones y responsabilidades claras a las asociaciones civiles de usuarios. Además, se desarrolló una fuerte basa ideológica e institucional ya existente para la representación de los usuarios en las nuevas organizaciones.
Los mercados del agua que están emergiendo como resultado de las modificaciones a la ley mexicana del agua darán lugar a una reformulación del subsector de la agricultura de riego en el país.
Una de las herramientas que pueden surgir como apoyo para la correcta gestión de los recursos hídricos en México, es la valoración económica del agua. Esta herramienta permitirá a los responsables del diseño de políticas públicas y de planes de gestión tomar decisiones informadas dentro de un marco de sustentabilidad del uso de los recursos. El insondable marco de sustentabilidad se ve afectado profundamente por el manejo inapropiado de la administración pública, pues aunque la planeación es muy acertada, en el momento de la dirección irrumpen ciertos vicios internos que se encuentran en vías de erradicación.